# Homorthodes peridia
Homorthodes peridia là một loài bướm đêm trong họ Noctuidae.